# Eutelia leighi
Eutelia leighi là một loài bướm đêm trong họ Noctuidae.